# Arrigorriaga
Arrigorriaga (en espagnol et en basque) est une commune de Biscaye dans la communauté autonome du Pays basque en Espagne.
Le nom officiel de la ville est Arrigorriaga.

## Toponymie
Arrigorriaga signifie lieu de pierres rouges en basque, de harri (pierre), gorri (rouge) et du suffixe locatif -aga.
Il existe une légende connue qui explique l'origine de ce nom. Cette légende remonte au moins au XVe siècle, puisqu'elle a été écrite pour la première fois par le chroniqueur biscaïen Lope García de Salazar dans son livre Las Bienandanzas e Fortunas. Selon cette légende Arrigorriaga s'appelait anciennement Padura (marais en basque) et a été la scène d'une bataille légendaire qui a opposé les peuples de Biscaye et ceux de Léon (Bataille de Padura). À la suite de cette bataille, qui a été gagnée par les Biscayens, Padura a été rebaptisée Arrigorriaga, car tant de sang avait été versé que les pierres avaient été teintes de rouge.

## Géographie
La commune est située à environ 10 km au sud de Bilbao, dans la vallée de la rivière Nervión. Elle est desservie par le réseau ferroviaire de la Euskotren Trena et par des lignes de bus interurbains reliant Bilbao et les communes voisines. 

## Démographie

### Quartiers
Les quartiers d'Arrigorriaga sont : Santa Isabel, Olatxu et Ollargan qui se situent dans Abusu-La Peña.
Les autres quartiers sont Agirre, Brisketa, Kubo, Lanbarketa, Martiartu et Salud e Higiene.

## Culture et patrimoine
La commune conserve plusieurs monuments d’intérêt historique :
- l’église paroissiale de Saint-André, datant du XVIe siècle, de style gothique tardif ;
- l’ermitage de San Pedro de Abrisqueta, d’origine médiévale, considéré comme l’un des plus anciens temples romans de Biscaye ;
- la maison-tour d’Errota, typique des constructions seigneuriales basques.

## Personnalités de la commune
- Alberto Berasategui (1973) : joueur de tennis professionnel.
- Iratxe Fresneda (1974) : réalisatrice et cinéaste.
- Simón Lecue (1912-1984) : joueur de football international, a joué au Betis et au Real Madrid.

### Sources
- (es) Cet article est partiellement ou en totalité issu de l’article de Wikipédia en espagnol intitulé « Arrigorriaga » (voir la liste des auteurs).